# 1918 na Alemanha
Esta é uma cronologia dos fatos acontecimentos de ano 1918 na Alemanha.

## Eventos
- 1 de março: Tropas alemãs ocupam Kiev.[1]
- 3 de março: O tratado de paz é assinado entre o Império Alemão e a Rússia em Brest (antigamente Brest-Litovsk), na atual Bielorrússia.[2]
- 15 de abril: O horário de verão no Império Alemão inicia às 2 horas no horário local.[3]
- 23 de abril: A Guatemala declara guerra ao Império Alemão.[4]
- 7 de maio: A Nicarágua declara guerra ao Império Alemão.[4]
- 7 de maio: O Império Alemão e a Romênia assinam um tratado de paz.[5]
- 25 de maio: A Costa Rica declara guerra ao Império Alemão.[4]
- 13 de julho: O Haiti declara guerra ao Império Alemão.[6]
- 19 de julho: Honduras declara guerra ao Império Alemão.[6]
- 16 de setembro: O horário de verão no Império Alemão termina às 3 horas no horário local.[3]
- 9 de novembro: A abdicação do imperador Guilherme II é anunciada.[7]
- 9 de novembro: Philipp Scheidemann proclama a República de Weimar.[7]
- 11 de novembro: Aliados e Alemanha assinam o Armistício de Compiègne.[7]